# Beatrice Rosen
Beatrice Rosen, született Béatrice Rosenblatt (New York, 1977. november 29. –) francia-amerikai színésznő.
Ismert szerepei közé tartozik Tamara Jikan Roland Emmerich 2012 című filmjéből, valamint Natascha, Bruce Wayne alkalmi partnere A sötét lovagból.

## Válogatott filmográfia
| Év        | Magyar cím                        | Eredeti cím                           | Szerep                      | Megjegyzések                 |
| --------- | --------------------------------- | ------------------------------------- | --------------------------- | ---------------------------- |
| 1998      | Második csók                      | Les années fac                        | Louisa                      | 1 epizód                     |
| 1998      | Kalandos nyár                     | Les vacances de l'amour               | Carole                      | 1 epizód                     |
| 2003      | Isten hozta Rozes-éknál           | Welcome to the Roses                  | Agnes                       |                              |
| 2003      | Azúrkék óceán                     | Le bleu de l'océan                    | Vanessa                     | minisorozat (1 epizód)       |
| 2004      | Szabadság, szerelem               | Chasing Liberty                       | Gabrielle                   | magyar hangja Csondor Kata   |
| 2004      | Doktor Nagyfőnök                  | Le grand patron                       | Stéphanie Celnik            | 1 epizód                     |
| 2004      | Tiszta Hawaii                     | North Shore                           | Mia                         | 1 epizód                     |
| 2005      | Smallville                        | Smallville                            | Dawn Stiles                 | 1 epizód                     |
| 2005      | Bűbájos boszorkák                 | Charmed                               | Jenny Bennett / Maya Holmes | 3 epizód                     |
| 2005–2006 |                                   | Cuts                                  | Faith Drake                 | 22 epizód                    |
| 2006      | A békés harcos útja               | Peaceful Warrior                      | Dory                        | magyar hangja Vadász Bea     |
| 2008      |                                   | The Other Side of the Tracks          | Marcy                       |                              |
| 2008      | A sötét lovag                     | The Dark Knight                       | Natascha                    | magyar hangja Németh Kriszta |
| 2008      |                                   | Sharpe's Peril                        | Marie Angelique             | tévéfilm                     |
| 2009      | 2012                              | 2012                                  | Tamara                      | magyar hangja Vadász Bea     |
| 2011      | Nikita                            | Nikita                                | Kristina hercegnő           | 1 epizód                     |
| 2011      |                                   | Harry's Law                           | Marylin Monique             | 1 epizód                     |
| 2011      | Esküdt ellenségek: Bűnös szándék  | Law & Order: Criminal Intent          | Andrea Stiles               | 1 epizód                     |
| 2013      | Hupikék törpikék 2.               | The Smurfs 2                          | modell                      |                              |
| 2016      | Agatha Christie apró gyilkosságai | Les petits meurtres d'Agatha Christie | Lucette Vidal               | 1 epizód                     |
| 2020      | Bűntények a Riviérán              | Section de recherches                 | Virginie Bells              | 1 epizód                     |

## Fordítás
- Ez a szócikk részben vagy egészben  a   Beatrice Rosen című angol Wikipédia-szócikk fordításán alapul.  Az eredeti cikk szerkesztőit annak laptörténete sorolja fel. Ez a jelzés csupán a megfogalmazás eredetét és a szerzői jogokat jelzi, nem szolgál a cikkben szereplő információk forrásmegjelöléseként.